# Wallengrenia otho
Wallengrenia otho là một loài bướm ngày thuộc họ Hesperiidae. Nó được tìm thấy ở miền đông Texas và tây nam Hoa Kỳ, phía nam through the West Indies và Trung Mỹ to Argentina. Strays can be found as far phía bắc as central Missouri, miền bắc Kentucky và Delaware.
Sải cánh dài 24–35 mm. Con trưởng thành bay từ tháng 4 đến tháng 10 làm hai đợt (đôi khi một phần lứa thứ 3) in hầu hết North America. Tại Florida bán đảo và Nam Texas, adults are on wing quanh năm.
Ấu trùng ăn Paspalum species và Stenotaphrum secundatum. Con trưởng thành ăn mật hoa cây Pickerelweed, Selfheal và Sweet pepperbush.

## Phụ loài
- Wallengrenia otho otho (Georgia đến Mexico và Brazil (Amazonas))
- Wallengrenia otho drury (Pennsylvania, Puerto Rico)
- Wallengrenia otho clavus (Mexico to Brazil, Trinidad, Guyana, Surinam, Venezuela)
- Wallengrenia otho misera (Cuba, Bahamas, Honduras)
- Wallengrenia otho ophites (Antilles, Dominica)
- Wallengrenia otho vesuria (Jamaica)
- Wallengrenia otho sapuca (Paraguay)

## Hình ảnh

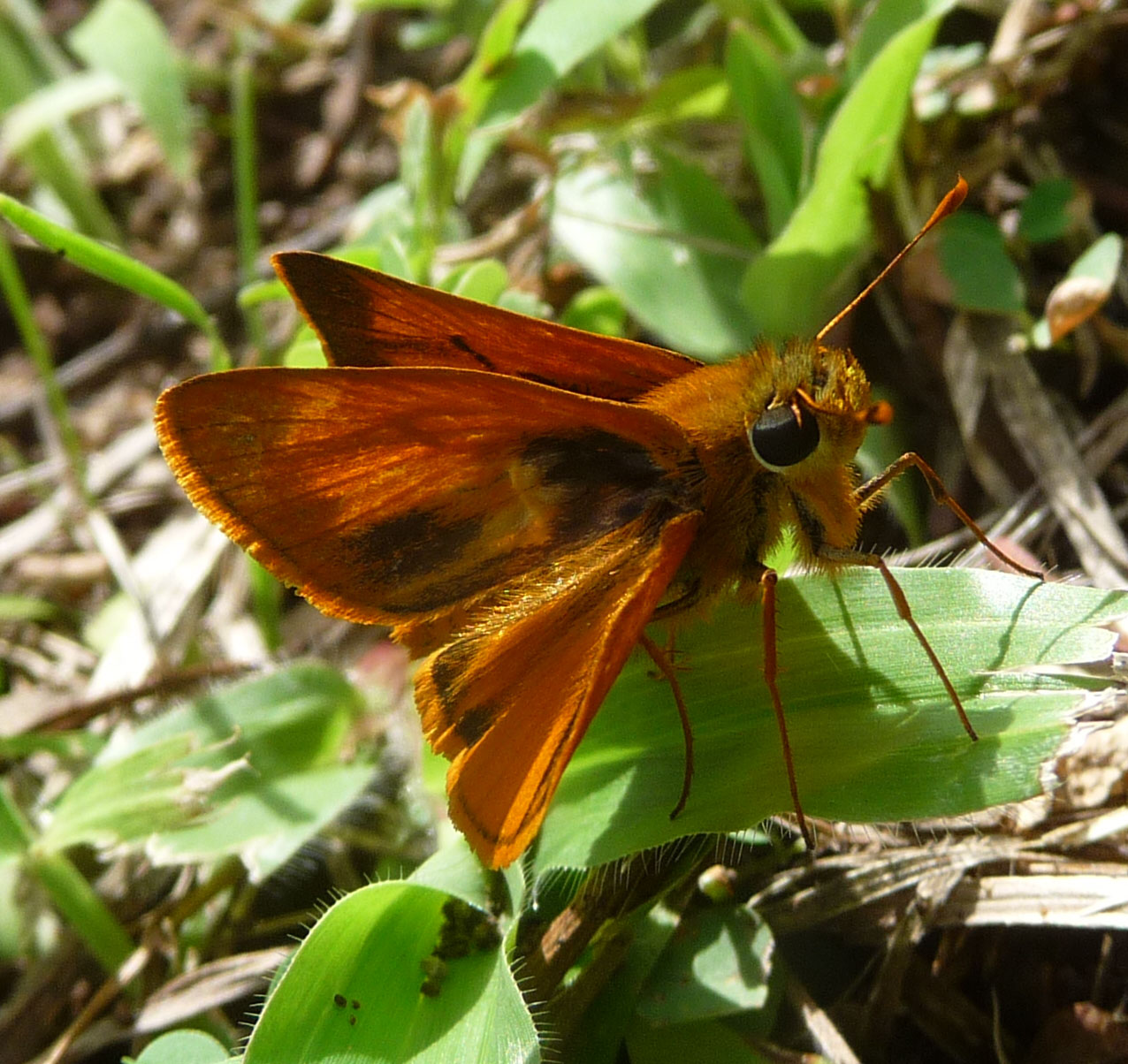